# Luftangriff auf Kassel am 22. Oktober 1943

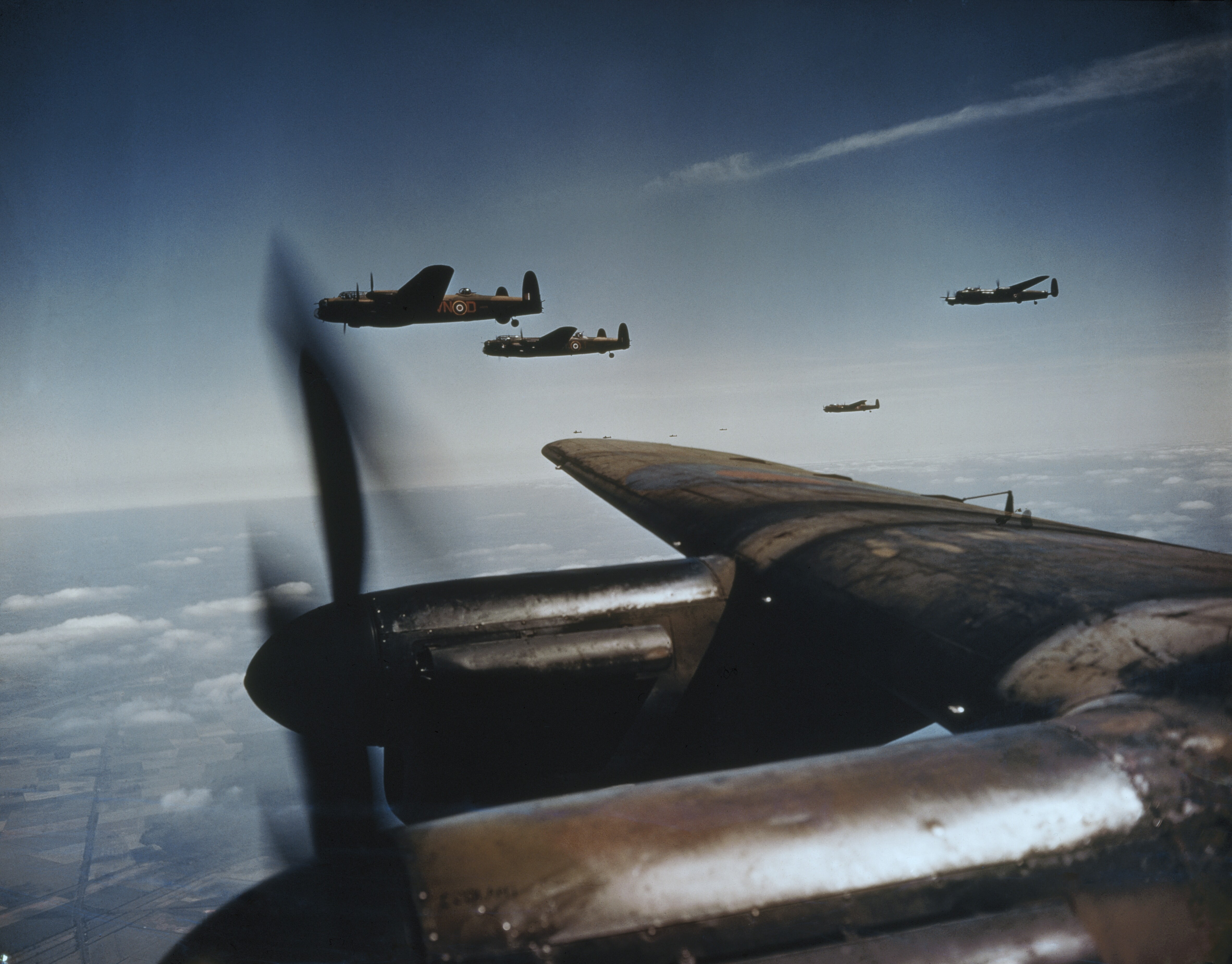
Avro Lancasters in loser Formation während des Zweiten Weltkriegs.

Kassel gehört neben Dresden, Hamburg, Pforzheim und Darmstadt zu den deutschen Städten mit den höchsten Opferzahlen durch alliierte Luftangriffe. Den schwersten Luftangriff erlebte die Stadt am 22. Oktober 1943 im Rahmen der britischen Area Bombing Directive.

## Bedeutung als Angriffsziel

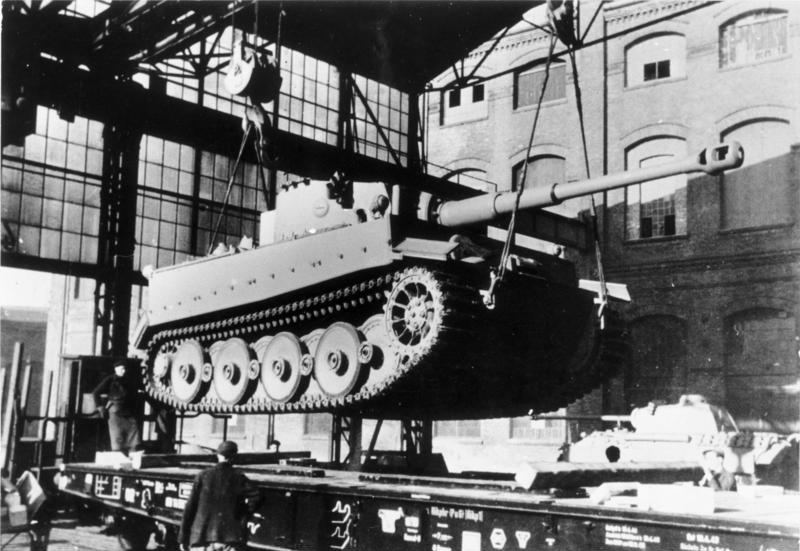
Verladung eines „Tiger“-Panzers bei Henschel, im Hintergrund ein Panzer V

Während des Zweiten Weltkrieges bildete der Kasseler Stadtteil Nord-Holland mit dem dort ansässigen Werk von Henschel & Sohn ein wichtiges Rüstungszentrum, insbesondere für Lokomotiven (BR 52), Panzer (Tiger) und Lastwagen des Unternehmens.
Südwestlich der Stadt stellte die 1936 gegründete Tochterfirma Henschel Flugmotorenbau G.m.b.H. (HFM) im Lohwald bei Altenbauna (heutiges Volkswagenwerk Kassel in Baunatal) Flugmotoren vom Typ DB 601 her. Der Motorenbau Werk Kassel (MWK), Zweigwerk der Dessauer Junkers Flugzeug- und Motorenwerke, fertigte in Bettenhausen im Osten Kassels Flugmotoren und -teile. Die Gerhard-Fieseler-Werke waren an drei Standorten am Stadtrand im Flugzeugbau tätig.
Durch die dichte Bebauung mit den leicht entflammbaren Fachwerkhäusern im Altstadtbereich kam Kassel bereits früh auf die Liste der Städte, die gemäß der britischen Area Bombing Directive für einen flächendeckenden Brandbombenangriff besonders geeignet waren.

## Der Angriff vom 22./23. Oktober 1943

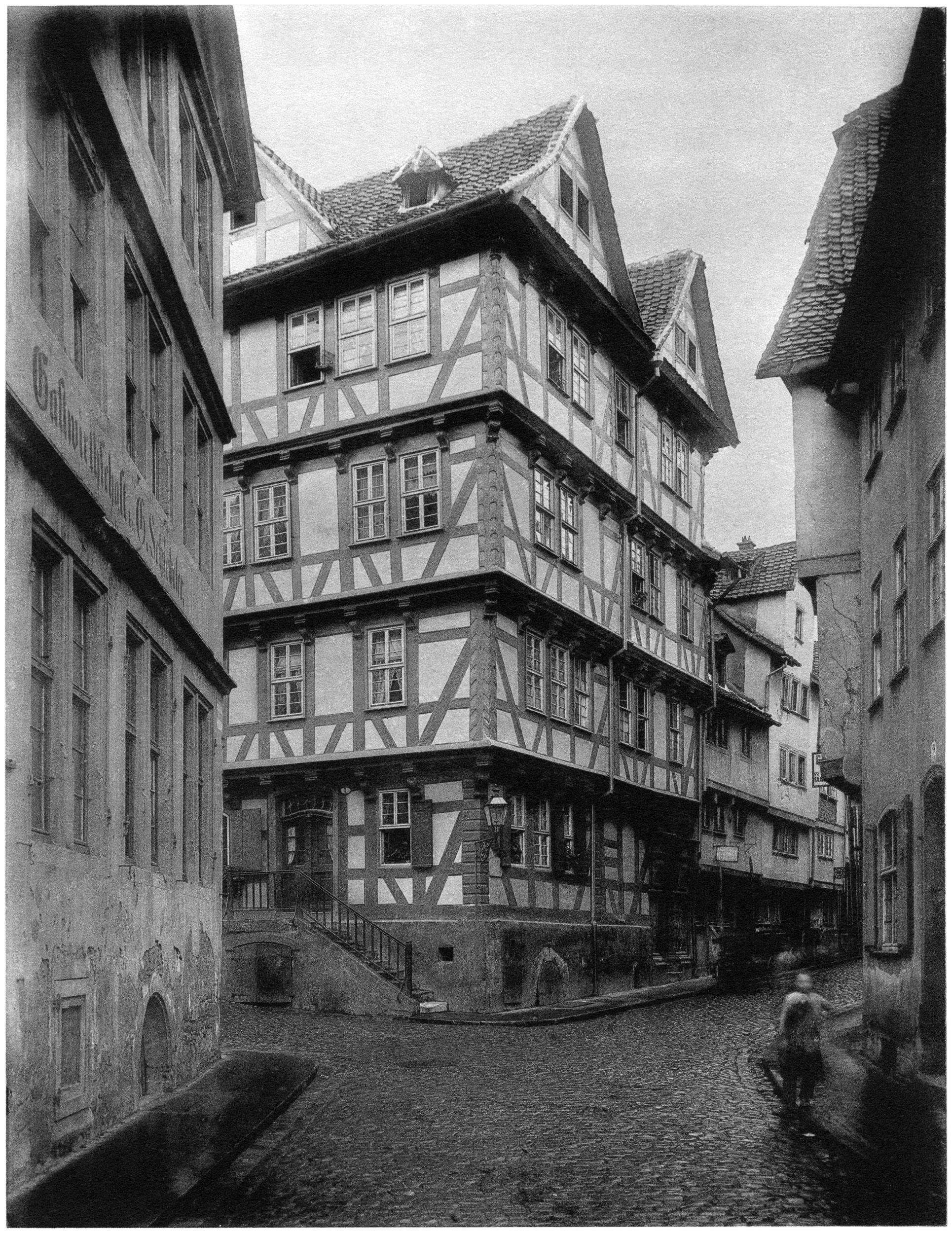
Die dichte Fachwerkbebauung wurde leicht ein Raub der Flammen, hier Haus Klosterstraße 11

Beim ersten Angriff am 3. Oktober 1943 trafen die anfliegenden Bomberverbände auf eine geschlossene Wolkendecke. Außerdem herrschte starker Westwind, sodass die Leuchtmarkierungen nach Osten abgetrieben wurden und nur die nördlichen Außenbezirke sowie die Fieseler-Werke getroffen wurden. Die umliegenden Gemeinden Kassels wie Vellmar, Heckershausen oder Sandershausen erlitten teils gewaltige Schäden.
Am Nachmittag des 22. Oktober starteten erneut 569 Bomber in England und erreichten gegen 20:45 Uhr die Stadt. Aufgrund von Ablenkungsmanövern wie dem Abwurf von Markierungsbomben über Frankfurt und dem Setzen von sogenannten „Christbäumen“ über Köln wurde in Kassel erst sehr spät Luftalarm ausgelöst.
Wie etwa ein Jahr später beim Luftangriff auf Darmstadt kam eine Fächertaktik zum Einsatz. Dabei markierten die Bomberverbände das Zielgebiet rund um den Martinsplatz in Form eines Viertelkreises, um so ein präziseres Bombardement zu erreichen und die Zerstörungen zu maximieren. Nach diesem Setzen der Leuchtmarkierungen (im Volksmund auch hier „Christbäume“ genannt) begann dann der eigentliche Angriff, dem innerhalb von 22 Minuten die gesamte mittelalterliche Altstadt zum Opfer fiel. Zuerst wurden tausende Sprengbomben sowie hunderte schwerer Luftminen abgeworfen. Durch die Druckwellen der Explosionen wurden Dächer, Fenster und Türen aufgerissen.
Danach wurden mehr als 420.000 Stabbrandbomben über dem Stadtgebiet abgeworfen, die nun in die aufgerissenen Dachstühle der zumeist aus Fachwerk bestehenden Häuser fielen und diese innerhalb kürzester Zeit in Brand setzten. Da Kassel etwa 150 Kilometer von der nächstgrößeren Stadt entfernt liegt, war die auf sich selbst gestellte Kasseler Feuerwehr viel zu schwach und völlig überfordert. Statistiken zufolge wurden auf jeden Quadratmeter zwei Brandbomben abgeworfen, was zu einem Feuersturm führte. Erst 45 Minuten nach dem Angriff erreichte dieser den Höhepunkt und wurde für viele Bewohner in den Kellern zur tödlichen Falle.
Durch Zerstörung der Befehlsstelle des Luftwarndienstes konnte keine Entwarnung gegeben werden. Der Nachrichtenverkehr zwischen den Stadtteilen war bereits eine halbe Stunde nach Angriffsbeginn zusammengebrochen. Die Menschen blieben so in ihren Kellerräumen. Weil vorsorglich Verbindungen mittels Mauerdurchbrüchen zwischen allen Kasseler Innenstadtgebäuden geschaffen worden waren, verblieben noch letzte Fluchtmöglichkeiten. Da allerdings die gesamte Altstadt in Brand gesetzt wurde, entkamen die meisten Bewohner dem Inferno nicht mehr.
Auf britischer Seite kehrten 25 Lancaster- und 18 Halifax-Bomber nicht mehr zu ihren Stützpunkten zurück.

## Die Folgen

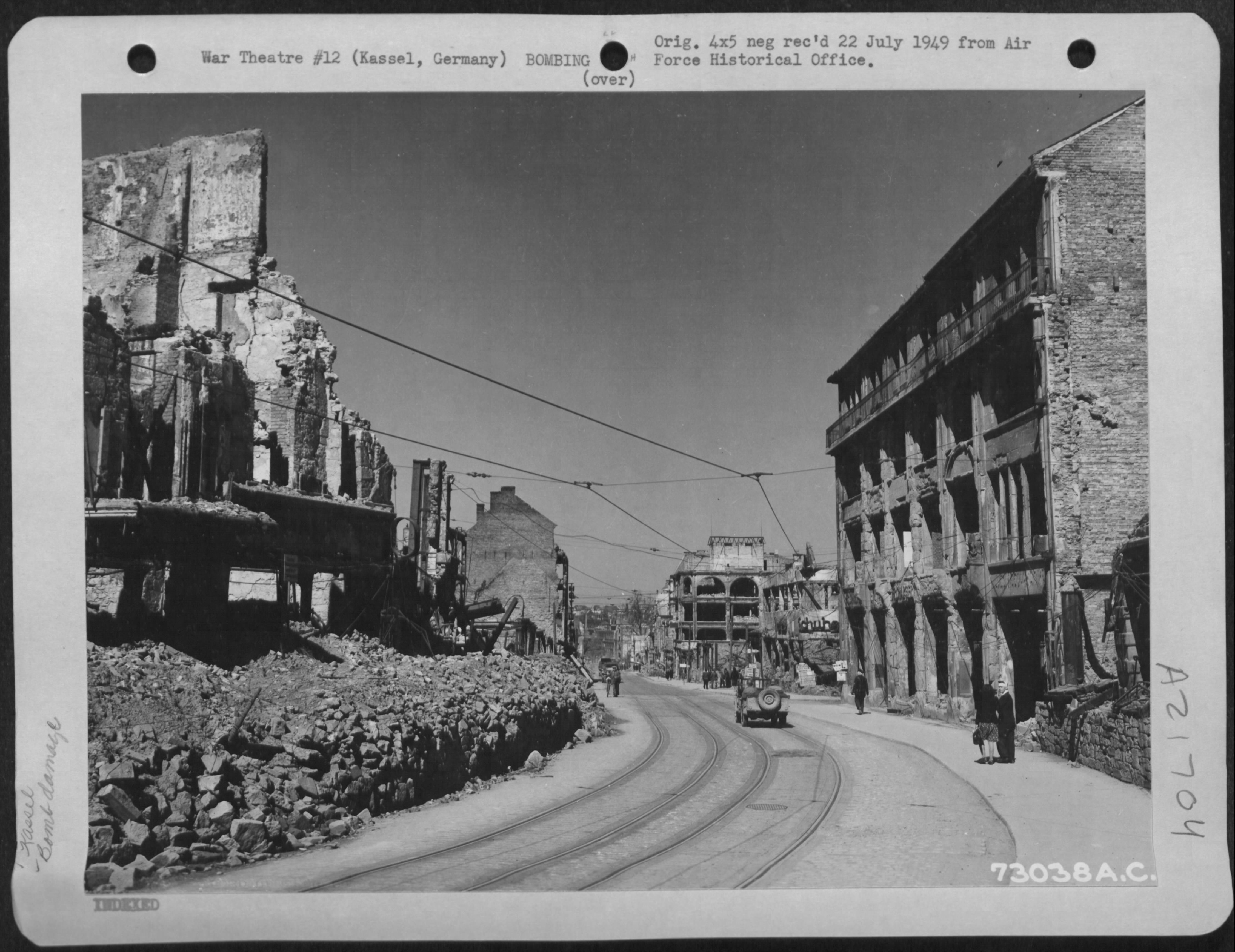
Blick im April 1945 vom Königsplatz in die Untere Königsstraße.

Beim Angriff auf Kassel kamen zwischen 7000 und 10000 Menschen ums Leben. Während in den äußeren Stadtbezirken 80 Prozent aller Wohnhäuser zerstört waren, wurde die Altstadt mit rund 97-prozentiger Zerstörung geradezu eingeäschert. Auf Luftbildaufnahmen brannte die Stadt nach sieben Tagen immer noch. Auf jeden Einwohner kamen 48 Kubikmeter Schutt. Bekannte Bauwerke der Kasseler Altstadt, die im Zweiten Weltkrieg nicht zerstört wurden bzw. deren Bausubstanz zumindest teilweise bis über das Kriegsende hinaus erhalten blieb, sind das Rondell am Kasseler Hafen, der Weinbergbunker (bis 1942 ein Bierkeller), die Weinbergterrassen, der Vierflüssebrunnen (1952 abgetragen), die Türme der Martinskirche (ohne Dachstuhl) sowie der Turm der Lutherkirche, der Druselturm (ebenfalls ohne Dachstuhl), die Fassade des Hauptbahnhofs (überbaut), das Barockportal und das Treppenhaus des Dörnberg’schen Hauses, das Standbild des Landgrafen Friedrich II. (1940 zum Schutz vor alliierten Luftangriffen abgebaut und vergraben, und 1955 auf dem Friedrichsplatz wieder aufgebaut), das Schwalmsche Haus (Fachwerkhaus das 1902 vom Marställer Platz nach Harleshausen verlegt wurde), das Erdgeschoss und Eingang des Bankhaus Werthauer auf dem Königsplatz (darin heute Five Guys), die Außenmauern und Giebel des Zeughauses, teile der Festungsanlage Finkenherd (darüber heute ein Kindergarten), das Portal der ehemaligen Marktgasse (nach „Am Graben“ verlegt), das Portal des ehemaligen Scholleyschen Hof (heute Aufgang zum Markthallenvorplatz), die Garnisonskirche (brannte aus, wurde als Ruine stehengelassen, für die Documenta IX restauriert und beherbergt heute eine Gastronomie), das Preußische Staatstheater (marginal beschädigt, 1953 abgerissen), das Bosemuseum (1958 abgerissen), erhalten blieben die Säulen und das Relief, die Feuerwache an der Nebelthau- und Westerburgstraße (1971 abgerissen), das K9, eine  Lokomotivenhalle auf dem heutigen Universitätsgelände (1979 abgerissen), das Palais Bellevue, und der Frühstückspavillon. Außerhalb der Kasseler Altstadt blieb der Herkules als bedeutendes Kasseler Wahrzeichen unversehrt, sowie die Herkulesbahn und der Elfbuchenturm. Schloss Wilhelmshöhe und die Löwenburg wurden beschädigt, aber nicht zerstört.
Die zuständige Gaubehörde für Kassel hatte die Bevölkerung völlig unzureichend informiert und bereits vor dem Angriff baupolitische Fehler begangen. Am deutlichsten zeigte sich dies an der hohen Anzahl von Menschen, die in ihren Kellern nicht erschlagen wurden, sondern erstickten. Durch das durchgehende Kellersystem unter der Stadt war es zu chaotischen Zuständen gekommen, da viele Bewohner keine Ausgänge zur Oberfläche fanden und sich in den engen Räumen und Gängen verirrten. Weiterhin sollten sie sich selbst an der Brandbekämpfung beteiligen, obwohl die in der Stadt Zurückgebliebenen, zumeist Frauen und Kinder, größtenteils noch nie eine Einführung in Krisenfälle wie einen Luftangriff erhalten hatten.
Auch die Industrieanlagen hatten schwere Produktionsausfälle zu verzeichnen. So fiel beispielsweise im Fieseler-Flugzeugwerk eine komplette Monatsproduktion an Flugzeugen aus, im Flakmunitionswerk rund ein Drittel der gesamten Produktionsmenge über die nächsten Monate. Die Industrie erreichte erst im März 1944 wieder ihren alten Auslieferungsplan.

## Wiederaufbau

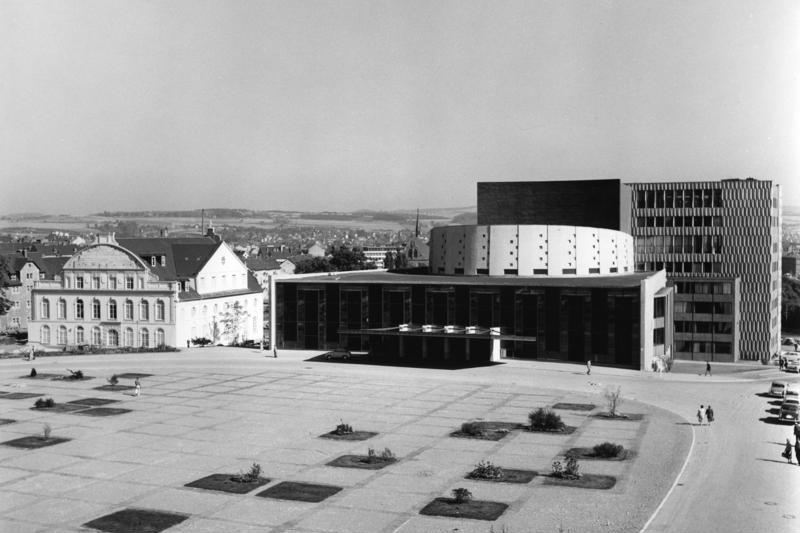
Neubauten wie das Staatstheater Kassel setzten Maßstäbe in der Nachkriegsarchitektur.

Die ersten Pläne zum Wiederaufbau Kassels nach dem Krieg fußten auf Plänen zur Umgestaltung Kassels zur nationalsozialistischen Gauhauptstadt Hessen-Nassaus aus den 1930er Jahren. Die Ausstellung Kassel baut auf führte 1946 zu einem Eklat, nachdem der zur SPD gewechselte Stadtbaurat in der Ausstellung alte Pläne zum Umbau zur Gauhauptstadt präsentierte, wobei der Begriff „Gauhauptstadt“ nur überklebt war.
1947 wurde der Wettbewerb Bebauungsvorschlag zum Wiederaufbau der Stadt Kassel durchgeführt. Den ersten Preis erhielt Hans Högg, dessen Plan den weitgehenden Erhalt der bisherigen städtischen Strukturen vorsah. Dazu kam es jedoch nicht, sondern die verbliebenen Reste der historischen Bebauung wurden weitestgehend abgeräumt. Unter dem Schlagwort „autogerechte Stadt“ sollte Kassel, das einstmals als eine der schönsten Städte Europas beschrieben wurde, zu einer modernen Metropole ausgebaut werden.
Es gab kaum Bemühungen, historische Bausubstanz zu konservieren oder zu rekonstruieren. Dies hatte seinen Ursprung auch in den Bestrebungen der Moderne, welche die aus dem Mittelalter stammenden Stadtstrukturen und damit auch die hygienischen und sozialen Zustände in den Altstädten der Jahrhundertwende durch Konzepte wie die Gartenstadt zu überwinden suchten. Die Trümmer der Innenstadt wurden am Rosenhang an der Karlsaue aufgeschüttet, wodurch sich sein Profil deutlich veränderte.
Abgesehen von den hölzernen Fachwerkhäusern der Altstadt wurden viele Baudenkmäler erst ein Opfer des Wiederaufbaus und nicht der Kriegshandlungen, die sie beschädigt, aber nicht vollständig vernichtet hatten. Dies betraf etwa das klassizistische Nahl’sche Haus, dessen Wiederaufbau bereits begonnen hatte, dann aber dem Bau der Treppenstraße weichen musste. Andererseits konnten auch Korrekturen des Stadtbildes vorgenommen werden; so wurde das opulente Staatstheater abgebrochen und die Öffnung des Friedrichsplatzes zur Aue hin wiederhergestellt.